# Sun City West
Sun City West ist ein Census-designated place im Maricopa County des US-Bundesstaats Arizona.
Das U.S. Census Bureau hat bei der Volkszählung 2020 eine Einwohnerzahl von 25.806 ermittelt.

## Geschichte
Vor der Gründung von Sun City West bestand das Gebiet zum Großteil aus Farmen, auf denen Baumwolle angebaut wurde. Als die Stadt Sun City in den späten 1980er Jahren weit über ihre Stadtgrenzen hinauswuchs, wurde von der Del E. Webb Corporation das eigenständige Sun City West gegründet.

### Einwohnerentwicklung
| Jahr | Einwohner¹ |
| ---- | ---------- |
| 1980 | 3.772      |
| 1990 | 15.997     |
| 2000 | 26.344     |
| 2010 | 24.535     |
| 2020 | 25.806     |

¹ 1980–2020: Volkszählungsergebnisse

## Verkehr
Sun City West liegt am U.S. Highway 60 und an der Arizona State Route 303.